# Молодиков, Михаил Григорьевич
Михаил Григорьевич Молодиков (1902—1981) — участник советско-финской и Великой Отечественной войн, командир стрелкового взвода 1022-го стрелкового полка 269-й стрелковой дивизии 3-й армии 1-го Белорусского фронта, лейтенант. Герой Советского Союза.

## Биография
Родился 8 ноября 1902 года в деревне Калугово (ныне — Мосальского района Калужской области) в крестьянской семье.
Окончив всего 4 класса, с 1932 года работал в колхозе, а позже столяром на деревообрабатывающем комбинате на станции «Угра» (ныне посёлок городского типа Смоленской области), мастером школы ФЗУ.
В 1939 году был призван в ряды Красной Армии, участвовал в Зимний войне. Член ВКП(б)/КПСС с 1939 года.
На фронте в Великую Отечественную войну с октября 1941 года. Сражался с гитлеровскими захватчиками на Брянском, Белорусском, 1-м, 2-м и 3-м Белорусских фронтах. В 1943 году стал офицером, окончив курсы младших лейтенантов.

## Подвиг
Командир стрелкового взвода 1022-го стрелкового полка лейтенант Михаил Молодиков особо отличился при форсировании реки Днепр в Рогачёвском районе Гомельской области Белоруссии.
21 февраля 1944 лейтенант Молодиков с бойцами вверенного ему подразделения в числе первых под шквальным огнём противника форсировал реку Днепр у деревни Вищин Рогачёвского района Гомельской области, преодолел два минных поля, проволочное заграждение, овладел узлом сопротивления неприятеля и отразил несколько контратак, захватив участок днепровского берега.
В критическую минуту боя Михаил Молодиков заменил выбывшего из строя командира стрелковой роты. Умело командуя ротой, уничтожил пулемётную точку и пять гитлеровцев. Решительные действия бойцов роты помогли 1022-му стрелковому полку прорвать оборону противника и удержать плацдарм.
После войны М. Г. Молодиков продолжил армейскую службу, но в 1949 году старший лейтенант Молодиков уволился в запас и вернулся на родину.
Жил и трудился на административно-хозяйственной работе в городе Ростов-на-Дону.
Умер 9 ноября 1981 года.

## Награды
- Указом Президиума Верховного Совета СССР от 23 июля 1944 года за образцовое выполнение боевых заданий командования на фронте борьбы с немецко-фашистскими захватчиками и проявленные при этом мужество и героизм лейтенанту Молодикову Михаилу Григорьевичу присвоено звание Героя Советского Союза с вручением ордена Ленина и медали «Золотая Звезда» (№ 3865).
- Награждён орденами Отечественной войны 1-й и 2-й степени, Красной Звезды, а также медалями.

## Память
- В историко-краеведческом музее Фанипольской СШ № 1 (город Фаниполь Минской области) имеются материалы, посвященные М. Г. Молодикову[2].